# Charles Henri Pellegrini
Pour les articles homonymes, voir Pellegrini.
Charles Henri Pellegrini (28 juillet 1800 — 12 octobre 1875) est un ingénieur, lithographe, peintre et architecte franco-argentin.

## Vie et travail
Charles Henri Pellegrini né à Chambéry, dans le département français du Mont-Blanc, en 1800. Sa mère, Marguerite Berthet, est française, et son père, Bernardo Pellegrini, est originaire du Canton du Tessin en Suisse,.
Dès son plus jeune âge Pellegrini excelle en dessin et reçoit même un prix pour ses œuvres alors qu'il n'est encore qu'à l'école primaire. La Savoie revient dans le royaume de Sardaigne en 1816. Il poursuit ses études dans la capitale sarde, à l'Université de Turin, puis à l'École polytechnique, à Paris, où il obtient son diplôme d'ingénieur.
Pellegrini est embauché comme ingénieur par Juan Larrea, un influent marchand espagnol domicilié à Bordeaux, à la demande du président argentin Bernardino Rivadavia. De ce fait, Pellegrini arrive à Buenos Aires en novembre 1828 et occupe un poste au département ingénierie hydraulique de la ville. Ce département sera néanmoins  démantelé en 1829 par ordre du gouverneur de Buenos Aires, le General Juan José Viamonte.
Il retourne alors à sa première passion, le dessin, et réussit à vendre ses aquarelles. Il est embauché par le journaliste et lithographe César Hipólito Bacle en octobre 1830 comme portraitiste, et parvint à gagner environ 17,000 pesos (environ 700$USD) à la fin de son contrat en septembre 1831.
Il continue de vivre comme un brillant lithographe et peintre jusqu'en 1837, où il achète une estancia, La Figura, à Cañuelas un village dans la province de Buenos Aires.
Il se marie avec María Bevans Bright en 1841, avec qui il a quatre enfants. Sa femme est la fille de l'ingénieur anglo-argentin James Bevans, qui était le superviseur de Pellegrini à l'époque où il travaillait au département hydraulique de la ville de Buenos Aires. Cette même année, lui et Luis Aldana fondent le "Lithograph of the Arts, " un atelier d'artiste et une imprimerie.
Il suit les conseils du gouverneur Juan Manuel de Rosas et en 1852, Pellegrini retourne à Buenos Aires où il fonde le Revista del Plata (1853), et reçoit nombre de contrats tant comme ingénieur qu'architecte, sa contribution la plus notable dans ce domaine étant le Théâtre Colón. Cet opéra de 2 500 sièges, inauguré en 1857, était le plus grand d'Argentine avant l'inauguration d'un plus moderne en 1908.
Durant ses dernières années, Pellegrini publie plusieurs volumes de poésie. Il meurt à Buenos Aires en 1875 à l'âge de 75 ans. Son fils aîné, Carlos Pellegrini, est élu vice-président d'Argentine en 1886, et devient président en 1890. Nombre des œuvres de Pellegrini sont exposées au Musée national des beaux-arts d'Argentine.

## Œuvres

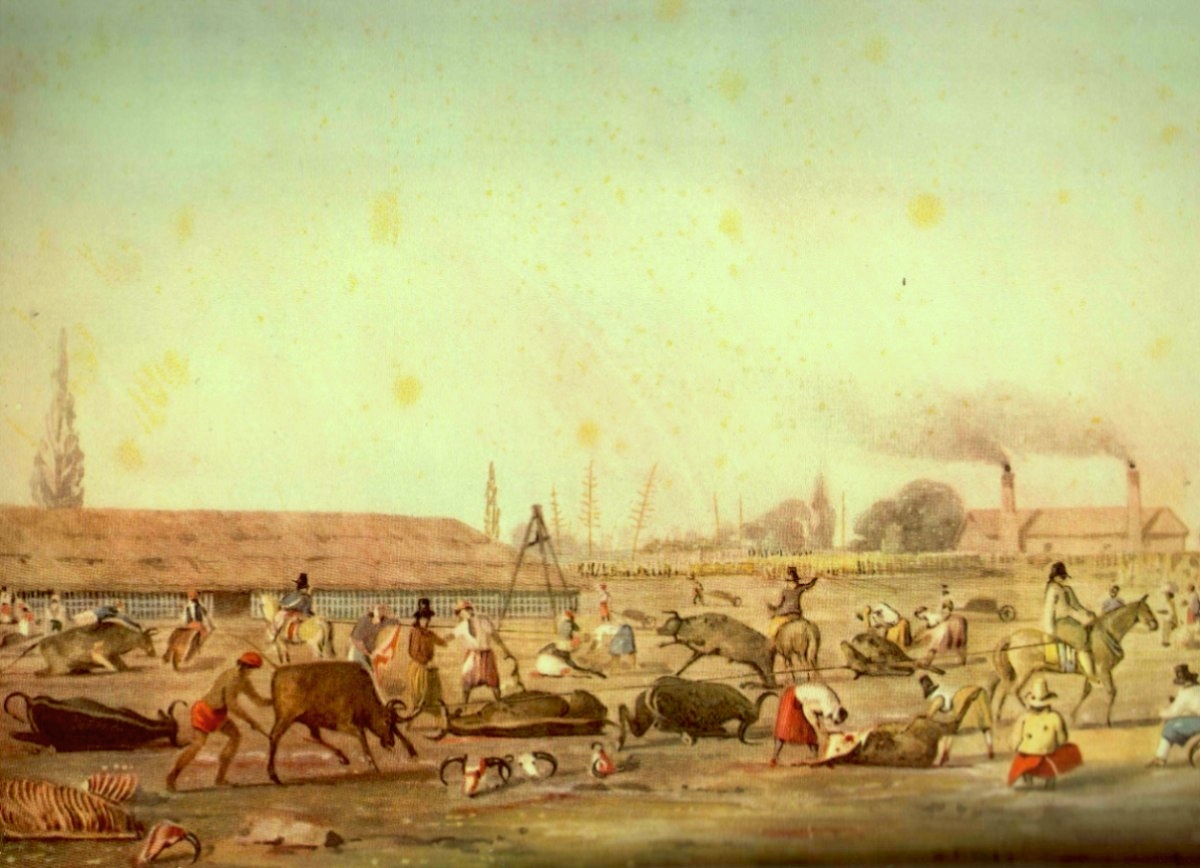
Abattoir, aquarelle, 1829.
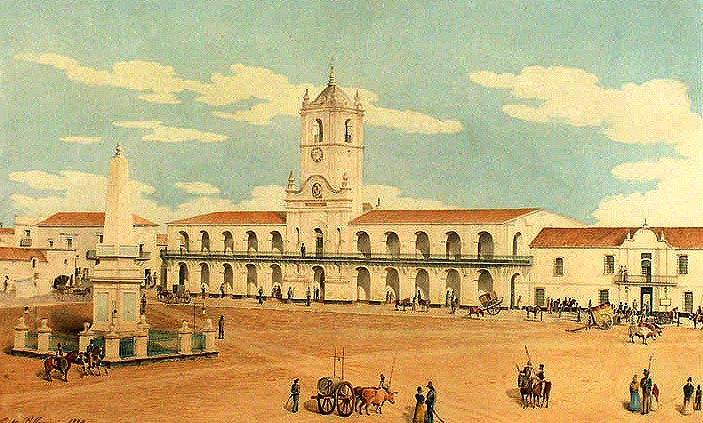
Place de la Victoire, aquarelle, 1829.
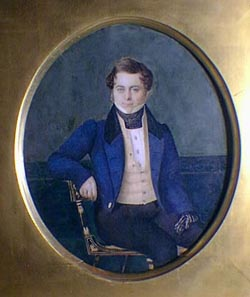
Don Manuel Bernardino., aquarelle.
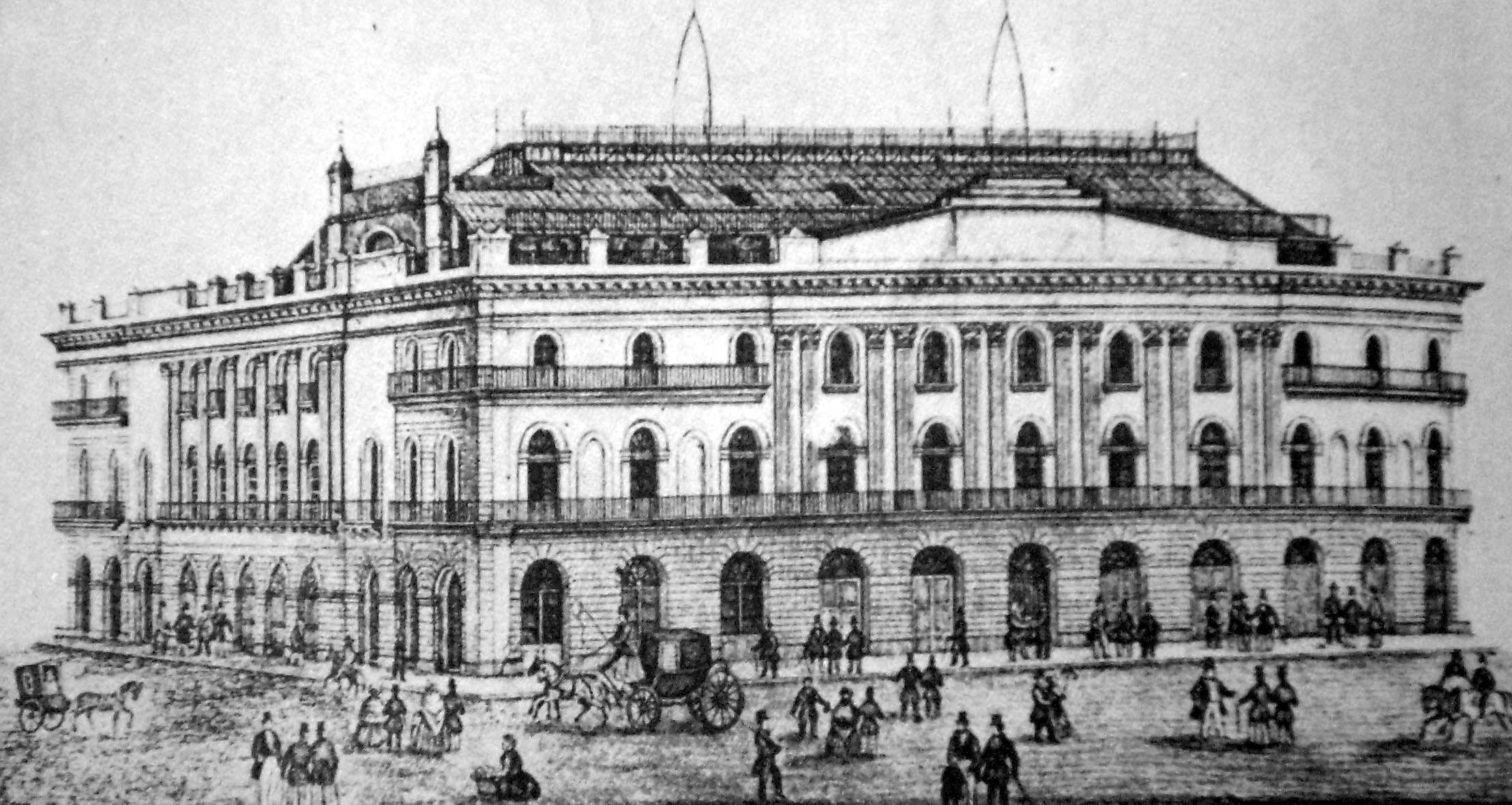
Théâtre Colón, croquis.